# Flagge South Dakotas

- Flagge von South Dakota

Die Flagge des US-Bundesstaats South Dakota wurde im Jahr 1963 angenommen.
Die Flagge von South Dakota wurde auf der Basis früherer Entwürfe eingeführt, die ursprünglich das Motto „The Sunshine State“ (Der Sonnenscheinstaat) trugen. Im Jahr 1992 wurde das Motto zu „The Mount Rushmore State“ (Der Mount-Rushmore-Staat) geändert.
Das Siegel selbst zeigt eine Landschaft mit Symbolen für Industrie, Landwirtschaft und Verkehr.
Am oberen Rand des Siegels befindet sich ein Spruchband mit dem Motto des Bundesstaats:
„Under God the people rule.“ (Unter Gott regieren die Menschen)
In einer 2001 durchgeführten Internet-Abstimmung der North American Vexillological Association, der nordamerikanischen Flaggenkundlervereinigung, über die besten Flaggen der US-Bundesstaaten und der kanadischen Provinzen wurde diese Flagge auf den fünftletzten Platz gewählt.